# D’Oyly Carte Island
D’Oyly Carte Island ist eine Insel in der Themse, England. Die Insel gehört zu Weybridge und ist Teil von Shepperton. Die Insel liegt flussaufwärts des Sunbury Lock und 200 m flussabwärts des Shepperton Lock. Vor 1890 hieß die Insel Folly Eyot.
Die bewaldete Insel ist 145 m lang und zwischen 30 m und 45 m breit. Weybridge ist die Pfarrei und Post town. Elmbridge und Surrey County Council sind der District bzw. die County Verwaltungseinheiten.

## Geschichte
Die Insel wurde nach Richard D’Oyly Carte dem Produzenten von Gilbert und Sullivan, Gründer des Savoy Theatre und des Royal English Opera House sowie Hotelbesitzers benannt. Er kaufte die Insel um 1890 und sie bekam seinen Namen.
Carte baute das Hauptbauwerk auf der Insel: Eyot House. Das Haus hat einen großen Garten, den er und seine Frau gestalteten. Das Haus wurde von ihm als Wohnhaus genutzt.
Carte wollte es als Erweiterung seines Savoy Hotels nutzen, da es vom Hotel aus mit dem Boot zu erreichen war, aber die örtlichen Behörden verweigerten ihm eine Lizenz zum Ausschank von Alkohol. Zu den berühmten Gästen auf der Insel, die in Cartes Haus wohnten, gehörten W. S. Gilbert und Arthur Sullivan. Cartes Witwe Helen Carte verkaufte das Anwesen nach dem Tod ihres Mannes.
Eine schmale Fußgängerbrücke im brutalistischen Stil wurde 1964 gebaut. Die Insel hat einen Yachthafen mit Anlegemöglichkeit für kleine Boote.